# Dilma Lóes
Dilma Lóes (Rio de Janeiro, 22 de julho de 1950 – Miami, Flórida, 31 de julho de 2020) foi uma atriz, roteirista, produtora, diretora, continuísta, cenógrafa, figurinista, letrista, modelo, Cineasta, roteirista, fotógrafa e garota-propaganda brasileira.

## Biografia
Filha do ator e radialista Urbano Lóes e da atriz Lídia Mattos, ela começou escrevendo e dirigindo suas próprias peças na escola.
Estreou no cinema em 1969 atuando nos filmes Meu Nome é Lampião e Parafernália, o Dia da Caça. Fez muitas pornochanchadas e estreou nas novelas em Tempo de Viver, da TV Rio, mas tornou-se mais conhecida em O Bem-Amado, na TV Globo.
Mãe da atriz Vanessa Lóes, que teve com o diretor Victor di Mello, ela também foi casada com Fernando Leporace, com quem também teve um filho.
Na década de 1990 ela morou nos Estados Unidos onde teve uma empresa de exportação e trabalhou para a HBO.
Morreu no dia 31 de julho de 2020 na Flórida, aos 70 anos, em decorrência de um câncer.

## Carreira

### No cinema
| Ano  | Título                             | Papel       |
| ---- | ---------------------------------- | ----------- |
| 1969 | Meu Nome É Lampião                 | Rosinha     |
| 1969 | Rio dos Diamantes                  | Amazona     |
| 1970 | Parafernália, o Dia da Caça        | Glorinha    |
| 1970 | Vida e Glória de um Canalha        | Norma       |
| 1970 | Ascensão e Queda de um Paquera     | Claudia     |
| 1970 | Betão Ronca Ferro                  | Cláudia     |
| 1971 | Quando as mulheres paqueram        | Meg         |
| 1971 | River of Mystery                   | Cléo        |
| 1972 | O Grande Gozador                   | Helena      |
| 1972 | Revólveres não Cospem Flores'      | Ana         |
| 1974 | Essa Gostosa Brincadeira a Dois    | Beth        |
| 1975 | Com Um Grilo na Cama               | Marisa      |
| 1976 | Os Maníacos Eróticos               | Atriz de TV |
| 1978 | Sombras de Um Verão                |             |
| 1978 | A Volta do Filho Pródigo           | Rita        |
| 1984 | Se a Banana Prender, o Mamão Solta | Crambola    |
| 1985 | Nossas Vidas                       |             |
| 1989 | A Paz É Dourada                    | Marta       |
| 2005 | O Amigo Dunor                      |             |
| 2005 | Cafuné                             | Marina      |

### Na televisão
| Ano  | Título                | Papel                  |
| ---- | --------------------- | ---------------------- |
| 1982 | Elas por Elas         | Dilma                  |
| 1973 | O Bem-Amado           | Anita Medrado          |
| 1972 | Tempo de Viver        | Mira                   |
| 1970 | Pigmalião 70          | Princesa Von Rolambach |
| 1969 | O Doce Mundo de Guida |                        |